# La Villeneuve-sous-Thury
La Villeneuve-sous-Thury és un municipi francès, situat al departament de l'Oise i a la regió dels Alts de França. L'any 2007 tenia 173 habitants.

## Demografia

### Població
El 2007 la població de fet de La Villeneuve-sous-Thury era de 173 persones. Hi havia 61 famílies de les quals 12 eren unipersonals (12 homes vivint sols), 16 parelles sense fills, 29 parelles amb fills i 4 famílies monoparentals amb fills.
La població ha evolucionat segons el següent gràfic:
Habitants censats

### Habitatges
El 2007 hi havia 67 habitatges, 63 eren l'habitatge principal de la família, 3 eren segones residències i 1 estava desocupat. 64 eren cases i 1 era un apartament. Dels 63 habitatges principals, 47 estaven ocupats pels seus propietaris, 14 estaven llogats i ocupats pels llogaters i 1 estava cedit a títol gratuït; 1 tenia una cambra, 2 en tenien dues, 10 en tenien tres, 21 en tenien quatre i 29 en tenien cinc o més. 58 habitatges disposaven pel capbaix d'una plaça de pàrquing. A 26 habitatges hi havia un automòbil i a 31 n'hi havia dos o més.

### Piràmide de població
La piràmide de població per edats i sexe el 2009 era:
| Homes | Edats   | Dones |
| ----- | ------- | ----- |
| 0     | 95 o +  | 0     |
| 0     | 90 a 94 | 0     |
| 0     | 85 a 89 | 4     |
| 0     | 80 a 84 | 0     |
| 4     | 75 a 79 | 4     |
| 4     | 70 a 74 | 0     |
| 0     | 65 a 69 | 0     |
| 4     | 60 a 64 | 4     |
| 12    | 55 a 59 | 12    |
| 8     | 50 a 54 | 8     |
| 8     | 45 a 49 | 8     |
| 0     | 40 a 44 | 0     |
| 0     | 35 a 39 | 0     |
| 16    | 30 a 34 | 12    |
| 4     | 25 a 29 | 8     |
| 0     | 20 a 24 | 0     |
| 0     | 15 a 19 | 4     |
| 0     | 10 a 14 | 0     |
| 0     | 5 a 9   | 16    |
| 4     | 0 a 4   | 16    |

## Economia
El 2007 la població en edat de treballar era de 107 persones, 84 eren actives i 23 eren inactives. De les 84 persones actives 76 estaven ocupades (45 homes i 31 dones) i 8 estaven aturades (3 homes i 5 dones). De les 23 persones inactives 6 estaven jubilades, 9 estaven estudiant i 8 estaven classificades com a «altres inactius».

### Ingressos
El 2009 a La Villeneuve-sous-Thury hi havia 56 unitats fiscals que integraven 158,5 persones, la mediana anual d'ingressos fiscals per persona era de 17.710 €.

### Activitats econòmiques
Dels 3 establiments que hi havia el 2007, 1 era d'una empresa de construcció, 1 d'una empresa de comerç i reparació d'automòbils i 1 d'una empresa immobiliària.
L'únic servei als particulars que hi havia el 2009 era una fusteria.
L'any 2000 a La Villeneuve-sous-Thury hi havia 3 explotacions agrícoles.

## Equipaments sanitaris i escolars
El 2009 hi havia una escola maternal integrada dins d'un grup escolar amb les comunes properes formant una escola dispersa.

## Poblacions més properes
El següent diagrama mostra les poblacions més properes.